# 꾀꼬리
꾀꼬리(영어: black-naped oriole, 학명: Oriolus chinensis 오리올루스 치넨시스[*])는 참새목 꾀꼬리과에 속하는 새이다. 여름철새로, 중국 남부·인도 남부·인도차이나 등에서 겨울을 나고 4월 말 경에 한반도 등을 찾는다. 노란색과 검은색이 조화를 이룬 몸 색깔이 특징이다. 또한 꾀꼬리는 '황조'라고도 불리며 곤충류를 잡아먹는다. 서울시 보호 야생 생물 대상종이다. 4월 말에 우리 나라를 찾아와서 10월 말이면 남쪽으로 날아간다.
몸길이는 24-28cm이고 부리는 3.3cm 가량이다. 다 자란 꾀꼬리는 온몸이 황금색이고, 날개 끝과 꼬리는 검은색이다. 또 두꺼운 검은색 눈썹선이 눈에서 뒷머리까지 고리 모양으로 연결되어 있다.
도시의 공원, 사원, 농경지, 삼림 등에 서식하며 '꾀꼴꾀꼴' 하고 매우 곱고 아름다운 소리로 운다. 해충과 식물의 열매를 먹는 사람에게 이로운 새이다. 나뭇가지 끝에 풀, 나무껍질, 가는 뿌리, 종이 등을 거미줄로 엮어 밥그릇 모양의 둥지를 짓고 둥지의 윗부분을 나뭇가지에 거미줄로 달아 맨다. 암컷은 엷은 붉은색에 적갈색 반점이 있는 알을 3-4개 낳는다.
대한민국·중국·대만·인도 등지에 분포하며 대한민국에서는 여름에 흔히 볼 수 있는 철새이다.

## 문화
한국어권에서는 꾀꼬리 울음소리가 아름답다 하여 귀엽거나 아름다운 목소리를 꾀꼬리에 빗댄다. 유리명왕이 지었다고 하는 〈황조가〉에 꾀꼬리가 등장한다. 월령체 고려가요〈동동〉에서 4월령에 '곳고리새'라 하여 꾀꼬리가 등장한다.

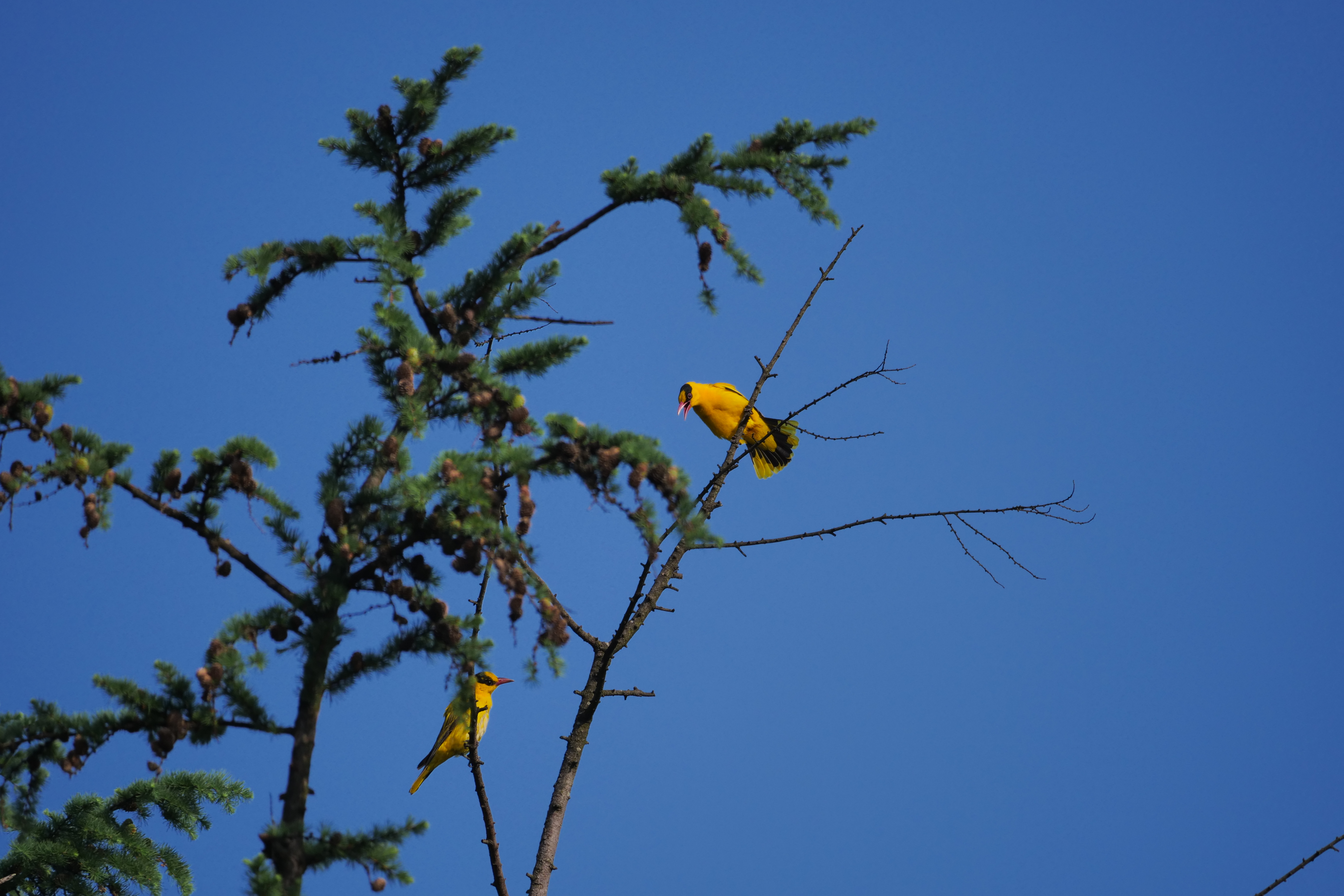
한국의 여름 철새

## 그림

말레이시아의 꾀꼬리